# Kanji Okunuki
Kanji Okunuki (japanisch 奥抜 侃志 Okunuki Kanji; * 11. August 1999 in der Präfektur Tochigi) ist ein japanischer Fußballspieler.

## Karriere
Okunuki erlernte das Fußballspielen in der Jugendmannschaft von Omiya Ardija. Seinen ersten Vertrag unterschrieb er 2018 bei Omiya Ardija. Der Verein spielte in der zweithöchsten Liga des Landes, der J2 League. Nach einer Leihe zum polnischen Verein Górnik Zabrze wechselte er im Sommer 2023 zum 1. FC Nürnberg.
Im Januar 2025 wechselte er in seine japanische Heimat zu Gamba Osaka.